# デェラ・シエラ・ム
「デェラ・シエラ・ム」は、CHAGE and ASKA + Stardust Revueの楽曲。コラボレーションシングルとして、ユニバーサルJから2003年9月10日に発売された。

## 解説
きっかけは、2002年8月17日に福岡市の海の中道海浜公園で行われたイベント「STAR STOCK '02」でCHAGE and ASKAとStardust Revueが共演する際に、「一緒に曲を作ろう」となったことで制作し披露された。今回、改めてレコーディングされ、約1年の歳月を経てCD化されることになった。
タイトルの「デェラ・シエラ・ム」は造語であり、ことばの意味については「チャゲアスもスターダストレビューもずっとラブソングを歌ってきた中で、ラブソングという言葉以外で想いを伝えたいなと思った。」と述べている。
DVD付の初回限定盤と通常盤の2形態がありCDジャケットのイラストが異なる。 
カップリング収録「スタジオノイズ 〜レコーディング風景〜」は、打合せの会話やレコーディングの模様を録音したもの。
Stardust Revueのアルバム『AQUA』にStardust Revueヴァージョンが収録。
Stardust Revueのベスト・アルバムはオリジナル・ヴァージョンも収録されているがCHAGE and ASKAのアルバムには未収録。

## 収録曲
| #         | タイトル                                  | 作詞         | 作曲         | 編曲         | 時間  |
| --------- | ----------------------------------------- | ------------ | ------------ | ------------ | ----- |
| 1.        | 「デェラ・シエラ・ム」                    | ASKA、根本要 | ASKA、根本要 | ASKA、根本要 | 5:55  |
| 2.        | 「スタジオノイズ 〜レコーディング風景〜」 |              |              |              | 7:32  |
| 合計時間: | 合計時間:                                 | 合計時間:    | 合計時間:    | 合計時間:    | 13:27 |

| #  | タイトル                            | 作詞 | 作曲・編曲 |
| -- | ----------------------------------- | ---- | ---------- |
| 1. | 「デェラ・シエラ・ム」(PV)          |      |            |
| 2. | 「デェラ・シエラ・ム 〜LIVE映像〜」 |      |            |

## 楽曲解説

### CD
1. デェラ・シエラ・ム
フジテレビケータイサイト CMソング。
2. スタジオノイズ 〜レコーディング風景〜
Scene1 Thinking time〜Lyrics by ASKA&Kaname〜
Scene2 振り分け〜メイン&コーラス〜
Scene3 ボーカル〜CHAGEへの注文〜
Scene4 2行目〜CHAGEの一言〜
Scene5 振り分け②〜「1行目は誰でいこっか」〜
Scene6 遊び心〜“YAH YAH YAH”と“夢伝説”〜
Scene7 邪魔なおサル・・・〜タイトル誕生〜
Scene8 Good Job!〜デェラ・シエラ・ム〜

### DVD（初回限定盤）
1. デェラ・シエラ・ム（PV）
2. デェラ・シエラ・ム 〜LIVE映像〜
2003年7月26日にさぬき市野外音楽広場テアトロンで行われた「楽園音楽祭2003」でのライブの模様を収録。